# Метрозли
Метрозли́ — річка в Україні, в межах Мелітопольського району Запорізької області. Права притока Корсаку (басейн Азовського моря).

## Опис
Довжина 24,2 км, площа басейну 345 км². Похил річки 1,2 м/км. Долина неглибока, розлога. Річище слабозвивисте, у верхів'ї часто пересихає. Споруджено кілька ставків. 

## Розташування
Метрозли бере початок біля села Іванівки. Тече переважно на південь. Впадає до Корсаку біля північно-східної околиці села Володимирівки. 
Основні притоки: балка Глибока, річка Апанли (праві).